# Вокертон (Індіана)
Вокертон (англ. Walkerton) — місто (англ. town) в США, в окрузі Сент-Джозеф штату Індіана. Населення — 2096 осіб (2020).

## Географія
Вокертон розташований за координатами 41°27′56″ пн. ш. 86°28′57″ зх. д. / 41.46556° пн. ш. 86.48250° зх. д. (41.465625, -86.482408).  За даними Бюро перепису населення США в 2010 році місто мало площу 5,08 км², уся площа — суходіл.

## Демографія
Згідно з переписом 2010 року, у місті мешкали 2144 особи в 763 домогосподарствах у складі 546 родин. Густота населення становила 422 особи/км².  Було 850 помешкань (167/км²).
Расовий склад населення:
| - 95,0 % — білих - 0,7 % — корінних американців - 0,4 % — чорних або афроамериканців - 0,3 % — азіатів - 2,1 % — осіб інших рас |

До двох чи більше рас належало 1,5 %. Частка іспаномовних становила 5,0 % від усіх жителів.
За віковим діапазоном населення розподілялося таким чином: 26,5 % — особи молодші 18 років, 59,1 % — особи у віці 18—64 років, 14,4 % — особи у віці 65 років та старші. Медіана віку мешканця становила 37,2 року. На 100 осіб жіночої статі у місті припадало 88,4 чоловіків;  на 100 жінок у віці від 18 років та старших — 82,8 чоловіків також старших 18 років.
Середній дохід на одне домашнє господарство  становив 53 309 доларів США (медіана — 41 156), а середній дохід на одну сім'ю — 63 673 долари (медіана — 52 000). Медіана доходів становила 42 905 доларів для чоловіків та 30 508 доларів для жінок. За межею бідності перебувало 13,8 % осіб, у тому числі 18,3 % дітей у віці до 18 років та 10,1 % осіб у віці 65 років та старших.
Цивільне працевлаштоване населення становило 851 осіб. Основні галузі зайнятості: виробництво — 31,4 %, освіта, охорона здоров'я та соціальна допомога — 13,5 %, публічна адміністрація — 8,1 %, мистецтво, розваги та відпочинок — 8,1 %.